# Kalisz
Kalisz (Kalisch in tedesco) è una città polacca nel voivodato della Grande Polonia.

## Geografia fisica
Situata sulle rive del fiume Prosna la città compone una conurbazione in congiunzione con le vicine città di Ostrów Wielkopolski e Nowe Skalmierzyce. La città è un importante centro commerciale ed industriale della regione, con la presenza degli insediamenti industriali di importanti multinazionali.

## Storia
Kalisz è considerata la città più antica della Polonia, in quanto è citata da Tolomeo con il nome di Calisia (greco Καλισία) ovvero Strada dell'Ambra, situata nel territorio della tribù dei Diduni, ovvero dei Vandali nella Grande Germania lungo la Via dell'ambra. Nonostante non sia provato che la città a cui fa riferimento Tolomeo sia in effetti l'antico insediamento di Kalisz, tuttavia nella zona sono stati trovati diversi manufatti che testimoniano la presenza romana sul luogo, che rappresentava comunque un importante crocevia per le carovane dirette verso il Mar Baltico.
La moderna Kalisz fu probabilmente edificata intorno al IX secolo come fortezza minore. Il nome stesso proviene dal celtico cal che significa fiume o dallo slavo kal che significa palude. Nel 1106 Boleslao III conquistò la città e la annesse al suo dominio personale.
Il 28 febbraio 1813 venne sottoscritto a Kalisz il trattato omonimo fra Prussia e Russia, che segnò il definitivo cambio di alleanze della Prussia, che rientrava così a far parte della coalizione contro Napoleone I.
Allo scoppio della prima guerra mondiale Kalisz, che si trovava a pochi passi dal confine russo-tedesco, venne travolta dalle armate del Kaiser. Tra il 7 ed il 20 agosto 1914 la città fu rasa al suolo e, l'anno seguente, dei suoi 68 000 abitanti originari, solo 5 000 erano rimasti. Nel 1919 divenne una città polacca e poté essere finalmente intrapresa la sua ricostruzione. Negli anni seguenti la popolazione aumentò fino alle 89 000 unità. Nel 1939 fu di nuovo invasa dai tedeschi che ne sterminarono la numerosa comunità ebraica, circa 30 000 persone.

## Amministrazione

### Gemellaggi
Kalisz è gemellata con le seguenti città: 
- Adria
- Erfurt
- Hamm, dal 1991[1]
- Hautmont
- Heerhugowaard
- Kam"janec'-Podil's'kyj
- La Louvière
- Martin
- Minsk
- Preston
- Southampton
- Szentendre
- Tongeren